# 1995 WZ3
1995 WZ3 är en asteroid i huvudbältet som upptäcktes den 18 november 1995 av de båda japanska astronomerna Takeshi Urata och Yoshisada Shimizu vid Nachi-Katsuura-observatoriet.
Asteroiden har en diameter på ungefär 7 kilometer.